# 洛克人EXE系列
洛克人EXE（又译作，官方译为）是遊戲開發商卡普空的遊戲系列之一，為洛克人的第四個系列，於2001年發行。所取的時間與洛克人（元祖）系列一樣，屬平行世界作品。遊戲作品混合了動作暨角色扮演和儲卡遊戲。日本電視動畫分別有無印（又称Season）、Axess、Stream、Beast和Beast+五套，其動畫於多個地方（美國、新加坡、台灣、香港等）電視台配音及播放，另外還有劇場版。卡普空於2023年4月發行《ROCKMAN EXE™ 合集》，合集包含過去人氣經典遊戲洛克人EXE六部作品共十款遊戲，泥巴娛樂參與並負責開發。卡普空官方推特在遊戲發售2周後宣布銷量突破100萬套。

## 遊戲背景
洛克人EXE的背景是在20XX年（這是一個網路科技相當發達的世纪），所有的人都擁有一台被稱為PET（Personal Terminal）的「個人電子終端機」，在PET之中儲存著擬似人格程式－網路領航員，具情感的人工智能。但因為網路科技的發達卻也出現更多的網路犯罪事件，其中尤以網路犯罪組織WWW最為猖獗，在一次的事件中，秋原町的小學生－光熱斗，正式捲入了這個事件。這故事主要圍繞他和虛擬拍檔洛克人等一眾同伴，共同與惡勢力戰鬥。

## 遊戲
| 2001 | 洛克人EXE(GBA)                            |
| 2001 | 洛克人EXE2(GBA)                           |
| 2002 | 洛克人EXE3(GBA)                           |
| 2003 | 洛克人EXE WS(WS)                          |
| 2003 | 洛克人EXE 資料傳輸(NGC)                   |
| 2003 | 洛克人EXE3 Black(GBA)                     |
| 2003 | 洛克人EXE戰鬥晶片GP(GBA)/N1大賽(WS)       |
| 2003 | 洛克人EXE4 紅太陽/藍月亮(GBA)             |
| 2004 | 洛克人EXE4.5(GBA)                         |
| 2004 | 洛克人EXE 網絡魅影(i-αppli)               |
| 2004 | 洛克人EXE5 布魯士隊(GBA)                  |
| 2005 | 洛克人EXE5 卡尼爾隊(GBA)                  |
| 2005 | 洛克人EXE5 DS(NDS)                        |
| 2005 | 洛克人EXE6 電腦獸法爾沙/電腦獸庫雷卡(GBA) |
| 2006 |                                           |
| 2007 |                                           |
| 2008 |                                           |
| 2009 | 洛克人EXE OSS(NDS)                        |
| 2010 |                                           |
| 2011 |                                           |
| 2012 |                                           |
| 2013 |                                           |
| 2014 |                                           |
| 2015 |                                           |
| 2016 |                                           |
| 2017 |                                           |
| 2018 |                                           |
| 2019 |                                           |
| 2020 |                                           |
| 2021 |                                           |
| 2022 |                                           |
| 2023 | 洛克人EXE 合集（NS、PS4、Steam）          |

### EXE
熱斗在暑假中被捲入了犯罪事件，與罪惡組織WWW（讀作World Three）決戰。
- 战斗网络 洛克人EXE（Game Boy Advance）（╱）

### EXE WS
為卡普空授權給萬代發行的旁支遊戲，劇情為EXE的再編，再加少部分EXE2劇情，與GBA本傳互不關連。本作是屬於橫版動作遊戲，亦是系列中唯一的完全動作遊戲。
- 洛克人EXE WS（日语：ロックマンエグゼ WS）（WonderSwan Crystal）（╱）

### EXE2
在打倒WWW後，學校進入暑假，此時世界各個傳出網路破壞事件，有謠言說是新的網路黑手黨—福音會（Gospel）所造成的。（在本作中洛克人可以進行形態轉換）
- 战斗网络 洛克人EXE2（Game Boy Advance）（╱）

### EXE資料傳輸
本作名為Transmission(資料傳輸)描述洛克人EXE1及EXE2之間的故事，以現實世界熱斗為主視點進行網絡對戰。登陸於GC可運用特有功能與GBA直接進行連線互動甚至應用對戰。
- 洛克人EXE 資料傳輸（日语：ロックマンエグゼ トランスミッション）（Nintendo GameCube）（╱）

### EXE3
熱斗的暑假結束了，又要上學去。可是WWW捲土重來！熱斗、洛克人和他們的朋友會怎麼辦？（在本作中沿用上一代的形態轉換）

這次分兩版，原版(美版:WHITE)和BLACK版(美版:BLUE)、後設的BLACK版相對原版增添了其他內容及有小部份劇情變化。
- 洛克人EXE3（日语：バトルネットワーク ロックマンエグゼ3）（Game Boy Advance）（╱ White）
- 洛克人EXE3 BLACK（日语：バトルネットワーク_ロックマンエグゼ3_BLACK）（Game Boy Advance）（╱ Blue）

### EXE戰鬥晶片GP/N1大賽
在3的N1大賽結束後，意猶未盡的各操縱者收到電郵，邀請參予「BATTLE CHIP GRAND PIX」大會。

本次可使用不同的領航員。此外，本次的對戰方式與前作或後來的作品均不同。整場戰鬥全由電腦自動操縱，並且藉由「Program Deck」來控制晶片使用順序。
其中GP大賽(對戰晶片大賽)跟N1大賽實際內容類同，但兩者分別在於一款屬於GBA版本（GP大賽）可從6個主角中選擇一個來進行遊戲、另一款WSC版本(N1大賽)只有一個固定主角。
- 洛克人EXE　對戰晶片大賽（日语：ロックマンエグゼ バトルチップGP）（Game Boy Advance）（╱）
- 洛克人EXE N1大賽（日语：ロックマンエグゼ N1バトル）（WonderSwan Crystal）（╱)

### EXE4
WWW的大戰5個月後，從WWW基地凱旋歸來的熱斗和洛克人升上6年級。就在大家充實的過著和平的生活時，NASA卻偵測到有小行星正逐漸接近地球，因此組成了危機應變小組。
熱斗與爸爸在隔了好久後終於可以一起出來買東西了。吃完早餐後，熱斗與爸爸一起到電氣街新開的電氣屋買東西，偶然遇見也來買東西的美露和伊朵。
2人看著擺在櫥窗裡的立體音響。
「熱斗，現在蘿露和葛萊德也在這個立體音響的電腦世界裡面。熱斗你要不要連線進入看看？」
熱斗聽從美露的建議，將洛克人傳送到電腦世界中，想不到那裡卻出現了一個有著銳利的眼光和可疑氣息的神秘領航員──陰影人（Shademan）。
具有銳利的眼光的陰影人，這個巧遇，將是壯烈戰爭的開端：黑暗與光明的決鬥。
在劇情的架構上做了相當大的改變，從原本的8個章節的故事，變成了3個大段落，本作可說是由3次的錦標賽連接而成，主線劇情方面出乎意料的短，大部分的劇情都集中於各個錦標賽的選手的任務，對許多玩家來說是新的體驗。
至於洛克人方面，除了人物頭像的更新，這次洛克人不再有以前的型態轉變，取而代之的是繼承領航員能力的「靈體共鳴」，藉由靈魂同步，洛克人將可以擁有共鳴領航員的基本能力，玩家可以用相對應的晶片召喚靈魂，雖然同一個靈魂只能用3個回合，但是已不像以前一樣只能用同一個型態持續戰鬥。也出現了跟漫畫版相同的「完全同步」，可增強晶片攻擊力。
此外，由於「黑暗」的出現，戰鬥中玩家可以選擇要繼續向光明前進，還是使用黑暗晶片跟黑暗力量訂下契約，雖然兩者到最後都可以連接到最後的劇情，不過難易度將有所不同。
錦標賽、小行星、黑暗晶片，3者之間，有沒有關聯？
小行星會否墜落地球？
這些要由玩家通過遊戲，尋找答案。
- 洛克人EXE4（日语：ロックマンエグゼ4）（Game Boy Advance）

紅太陽（╱ Red Sun）
藍月亮（╱ Blue Moon）

### EXE4.5
這是關於N1競賽及與領航員的生活體驗，和其他作品非常不同：主角不是熱斗而是玩家自身，並可以自選領航員與其他領航員互動。
領航員視點更是面向玩家，像管家一樣還會實時堅報，更可根據領航員遊戲對地圖探索情況或條件，接觸及招來新的領航員。
本作可透過遊戲套裝附帶的外設的插卡讀取器，置於遊戲機上進行模擬即時插卡對戰命令，甚至用於解鎖新的領航員。
而且本作會以現實時間進行互動，呈現以日常人物同步流動。遊戲內每天不同星期甚至日子，都有不同活動在網絡世界進行，可透過領航員得知資訊。
得到的資訊有時是關於參與對戰大賽獲得獎勵或是一些大小各類活動小遊戲，到訪一些地區直接查閱會獲得部份隱藏的對戰大賽或特殊活動的消息。
- 洛克人EXE4.5 實際對戰（日语：ロックマンエグゼ4.5 リアルオペレーション）（Game Boy Advance）（╱）

### EXE5
利格爾博士跳樓卻死不了！他為了征服地球，利用尼比拉格雷（Nebula Grey）來攻擊心靈網路！這作加入了「解放任務」，是一個棋盤遊戲，亦新增了靈體共鳴和黑暗晶片的融合──混沌共鳴。
- 洛克人EXE5（日语：ロックマンエグゼ5）（Game Boy Advance）

布魯斯隊（╱ Team ProtoMan）
卡尼爾隊（╱ Team Colonel）

### EXE5DS
與EXE5的內容大致相同，但遊戲內容變更成兩部作品融合，但是在任天堂DS中執行，因此也增加了不少功能。
- 洛克人EXE5 DS 雙重領袖（日语：ロックマンエグゼ5DS ツインリーダーズ）（Nintendo DS）（╱ Double Team DS）

### EXE6
EXE6是EXE系列中屬於正式的最後一作。WWW為奪取電腦獸而再度捲土重來。

洛克人在本作進行靈體共鳴不必再像前作一樣消耗晶片，並得到了3種新技能：獸化、獸化融合、超獸化，需要與電腦獸決鬥！
- 洛克人EXE6（日语：ロックマンエグゼ6）（Game Boy Advance）

電腦獸庫雷卡（╱ Cybeast Gregar）
電腦獸法爾沙（╱ Cybeast Falzar）

### EXE OSS(流星作戰)
洛克人EXE與流星洛克人兩者相遇之作、玩法參照EXE系列，亦是與洛克人EXE相關的最後一款作品。
故事主要內容與EXE1大致相同，前段加插流星洛克人側劇情，中後段開始帶有劇情變化。
- 洛克人EXE流星作戰（日语：ロックマン エグゼ オペレート シューティングスター）（Nintendo DS）（╱）

### 其他
- 洛克人EXE 網路魅影（日语：ロックマンエグゼ ファントム オブ ネットワーク）（手機遊戲:i-αppli平台）

## 動畫
續作是流星洛克人，背景是在洛克人EXE的200年後。
- 洛克人EXE

2002年3月4日～2003年3月31日期間播出共56集，每集約25分鐘。
- 洛克人EXE AXESS

2003年10月4日～2004年9月25日期間播出共51集，每集約25分鐘。
- 洛克人EXE Stream

2004年10月2日～2005年9月24日期間播出共51集，每集約25分鐘。
- 洛克人EXE BEAST

2005年10月1日～2006年4月1日期間播出共25集，每集約25分鐘。
- 洛克人EXE 光與暗的遺產

於2005年3月12日上映的動畫電影，片長50分。
- 洛克人EXE BEAST+

2006年4月8日～2006年9月30日期間播出共26集，每集約9分鐘。

## 外部連結
- http://www.tv-tokyo.co.jp/anime/rockmanexe/ （页面存档备份，存于）
- http://www.tv-tokyo.co.jp/anime/rockmanexe_axess/ （页面存档备份，存于）
- http://www.tv-tokyo.co.jp/anime/rockmanexe_st/ （页面存档备份，存于）
- http://www.rockman-duel.com/ （页面存档备份，存于）
- http://www.tv-tokyo.co.jp/contents/rockman_beast/index.html （页面存档备份，存于）
- 洛克人SERIES官方網站（日語）
- http://www.e-muse.com.tw/property/rockman/introduction/2004/index.html （页面存档备份，存于）
- http://www.e-muse.com.tw/property/rockman/introduction/2006/index.html （页面存档备份，存于）
- http://www.e-muse.com.tw/property/rockman/introduction/20070620/index.html （页面存档备份，存于）
- http://www.e-muse.com.tw/property/rockman/introduction/20070613_ova/ （页面存档备份，存于）
- http://www.rockman-exe.com/ （页面存档备份，存于）